# Hermann Scheihing
Hermann Scheihing (* 15. Juni 1890 in Untertürkheim; † 31. Mai 1934) war ein deutscher Konstrukteur und Unternehmer.

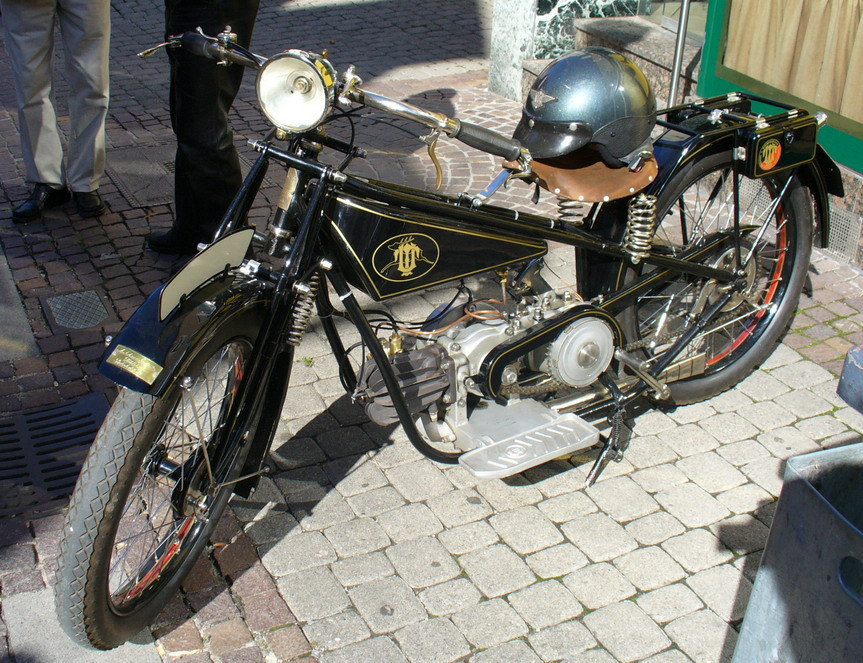
UT-Motorrad von 1926

Scheihing arbeitete zunächst bei der Daimler-Motoren-Gesellschaft und eröffnete 1922 in Stuttgart-Untertürkheim eine eigene Werkstatt, in der Lohnfertigung betrieben wurde. Scheihing war begeisterter Motorradfahrer und konstruierte deswegen ein eigenes Motorrad, das er ab 1924 mit seiner Firma UT Motoren- und Fahrzeugbau produzierte. Dort wurden bis 1926 die Motorräder der Marke „UT“ (Kurzform von „Untertürkheim“) produziert, mit von Scheihing selbst konstruierten, liegenden und luftgekühlten 2-Takt-1-Zylinder-Motoren. Berater war Otto Schilling. Scheihing veräußerte seine Firma 1926 an die Maschinenfabrik Bergmüller & Co., da er kein Kapital für benötigte Erweiterungen bekam.
Scheihing war mit Elise Gassmann verheiratet.